# تاکشی هوندا
تاکشی هوندا (انگلیسی: Takeshi Honda؛ زادهٔ ۲۳ مارس ۱۹۸۱) اسکیت‌باز نمایشی اهل ژاپن است.